# Záliv Poslední naděje

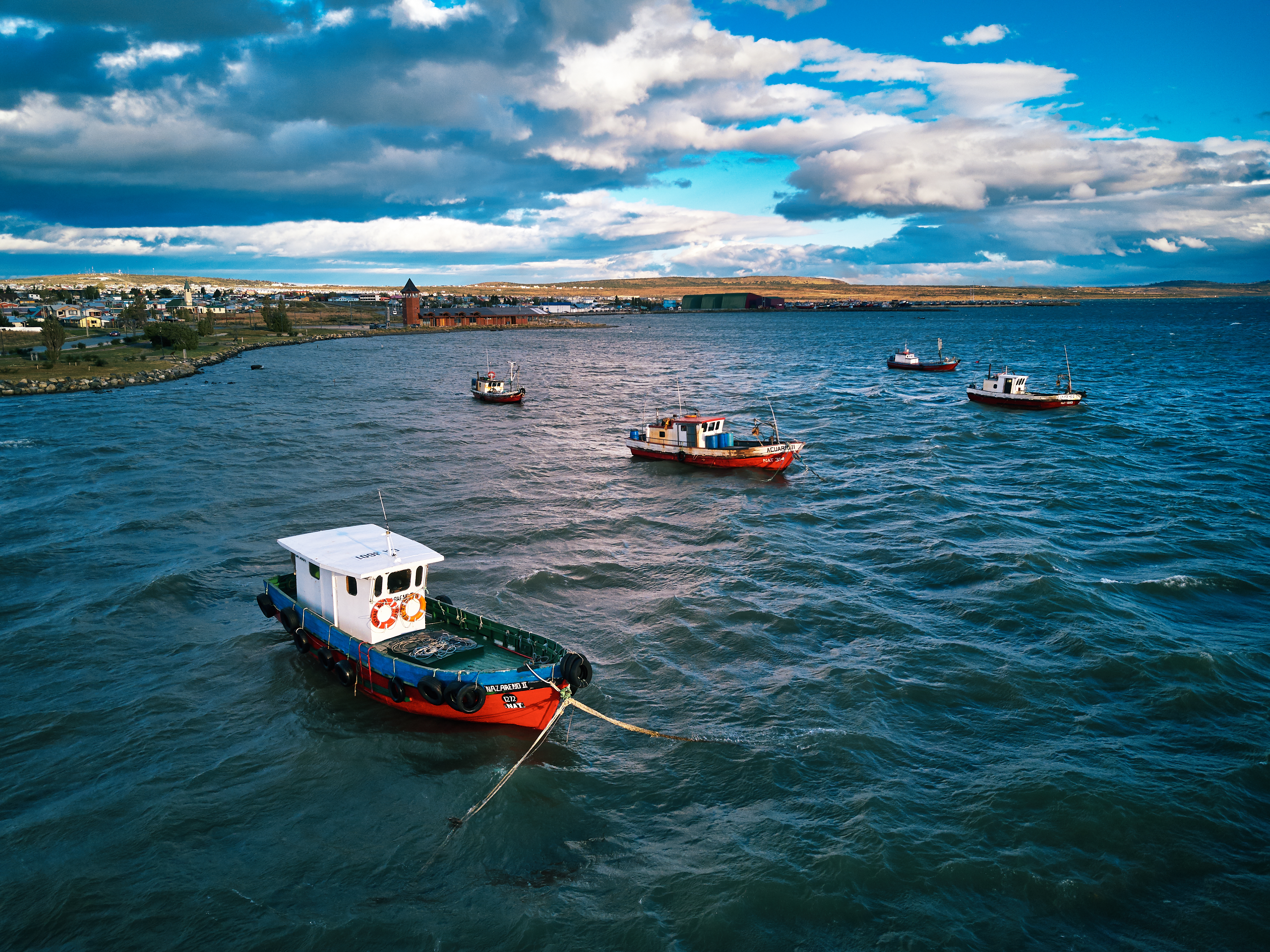
Záliv Poslední naděje v Puerto Natales

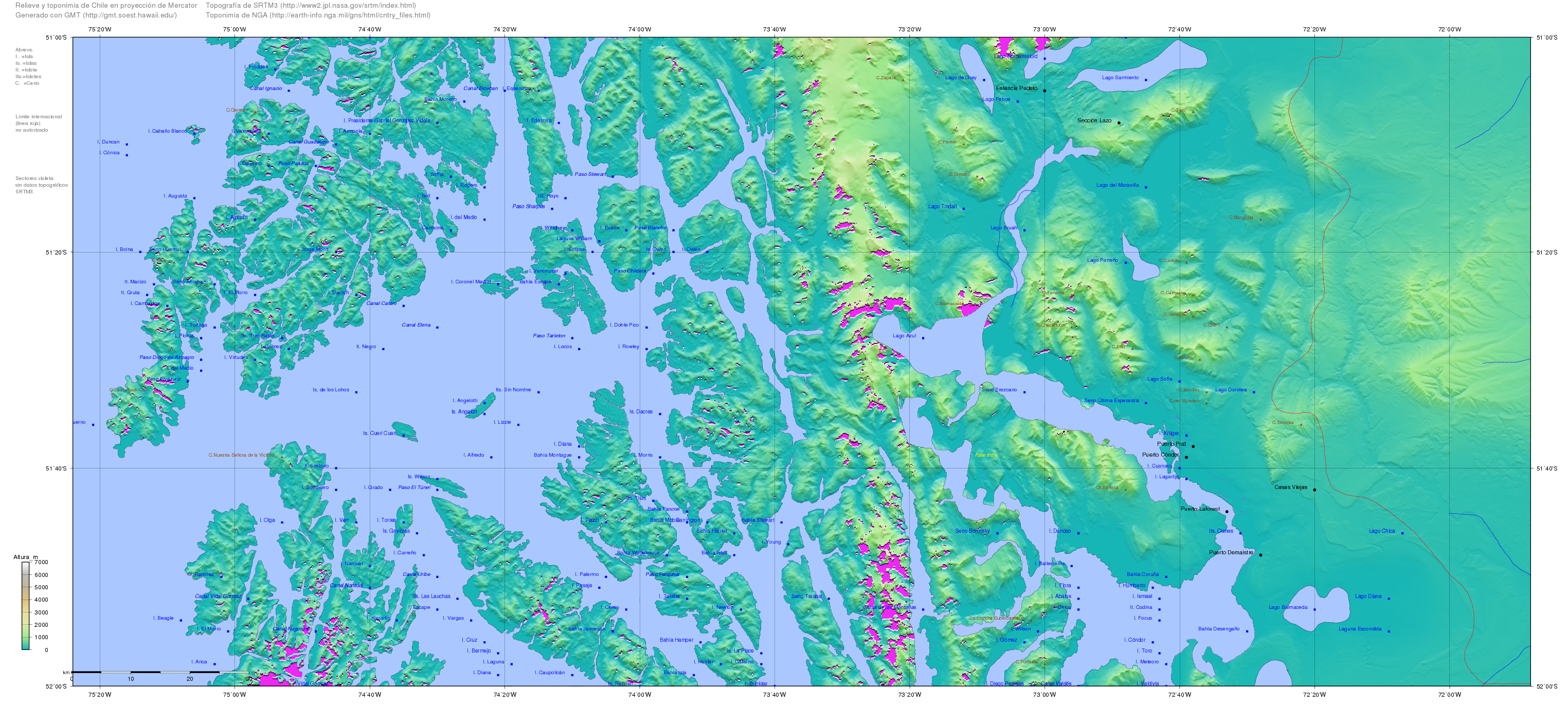
Výřez mapy Patagonie. Záliv Poslední naděje je nejvýchodnějším zálivem na mapě

Záliv Poslední naděje (španělsky Seno Última Esperanza) je mořský záliv Tichého oceánu, který zasahuje do území chilské Patagonie. Na východě je lemován pevninským pobřežím a na západě jej ohraničuje severovýchodní pobřeží poloostrova Antonio Varas. Na jihovýchodním pobřeží zálivu se nachází město Puerto Natales.

## Historie
Záliv poprvé proplul mořeplavec Juan Ladrillero v roce 1557, když se snažil nalézt cestu do Magalhãesova průlivu a tento záliv považoval za „poslední naději“, jak toho dosáhnout. V roce 1830 záliv navštívila posádka lodi HMS Beagle na své výzkumné plavbě. V průběhu 19. století nárokovala okolní pobřežní území Argentina, území však nakonec připadlo Chile.

## Geografie
Záliv je lemován mnohými drobnými zálivy, poloostrovy a ostrůvky, charakterem připomíná fjord, prostor zálivu byl modelován ledovcem. Do zálivu se vlévá řeka Serrano, která odvodňuje mj. Národní park Torres del Paine. V celém zálivu převažují silné západní větry a oblast zálivu je bohatá na srážky (až 9300 mm srážek za rok), časté je oblačné počasí a průměrná teplota dosahuje 9 °C.